# Francisco Polvorinos Gómez
Francisco Polvorinos Gómez OMI (* 29. Januar 1910 in Calaveras de Arriba; † 24. Juli 1936 in Pozuelo, Madrid) war ein spanischer Oblate der Makellosen Jungfrau Maria.
Francisco Polvorinos Gómez wurde am 22. Juli 1936 im Rahmen der religiösen Verfolgung in Spanien zusammen mit seinen Mitbrüdern im eigenen Kloster gefangen genommen und am 24. Juli 1936 zusammen mit sechs weiteren Oblaten hingerichtet.
Die Seligsprechung der 22 spanischen Märtyrer der Oblaten, darunter auch Francisco Polvorinos Gómez, erfolgte am 17. Dezember 2011 in der Kathedrale von Madrid.